# Phnom Tbeng Meanchey
Phnom Tbeng Meanchey, trascritta anche come Tbaeng Meanchey o Tbeng Meanchey, è il capoluogo della provincia di Preah Vihear nel distretto di Tbeng Meanchey.

## Siti archeologici
- Koh Ker
- Noreay Temples
- Phnom Pralean
- Neak Buos
- Krapum Chhouk
- Kork Beng
- Wat Peung Preah Ko

| Controllo di autorità | VIAF (EN) 3172151051861033530009 · LCCN (EN) n2017224259 · J9U (EN, HE) 987009294043205171 |